# J-Core
Thuật ngữ J-Core (コアJ), hay Japanese Hardcore (Hardcore Nhật Bản) được dùng để chỉ đến một biến thể của âm nhạc điện tử có nguồn gốc từ hardcore techno, đến từ Nhật Bản, có nhịp độ trong khoảng 160-250 BPM, trong khi phạm vi BPM thỉnh thoảng thay đổi tùy theo các thể loại liên quan. Khác với những thể loại trước, J-Core chủ yếu chịu ảnh hưởng mạnh của văn hóa Otaku. Hầu hết, người chơi Hardcore Nhật Bản có sử dụng các yếu tố như crossover thrash, thrash metal, anarcho-punk, horror punk, D-beat grindcore trong bản nhạc của họ.

### Danh sách các nghệ sĩ/ ban nhạc chơi dòng nhạc này
- Akira Death (digital hardcore, gabber, speedcore)
- Blasterhead (gabber, chiptune)
- BSK (撲殺少女工房) (gabber, chiptune)
- C-Type (hardcore, speedcore)
- CDR (breakcore, ambient)
- DJ Chucky (hardcore, gabber)
- DJ Falchion/U-F Sequencer (hardcore, gabber)
- DJ Myosuke (hardcore, gabber, speedcore)
- DJ Noriken (happy Hardcore, hardcore)
- DJ Sharpnel (hardcore, breakcore, makina, etc.)
- DJ Shimamura (happy hardcore)
- DJ Technetium (テクネチウム) (makina, happy hardcore)
- DJ Technorch (hardcore, gabber, schranz)
- Hammer Bros (hardcore)
- Kenta-v.ez (hardcore, speedcore, hardstyle)
- Lolipo (gabber, speedcore, hardcore)
- LoveScreamTerror (speedcore, gabber, breakbeat)
- Lulickma (gabber, speedcore, tribe)
- Lunch (gabber)
- M-Neko (UK hardcore)
- M-Project (makina, happy hardcore)
- m1dy (speedcore, hardcore)
- Moro (hardcore, gabber, speedcore, touhou)
- Nadeco (makina)
- Nnn (hardcore, gabber)
- Noizenecio (hardcore)
- Ozigiri (hardcore, breakcore, speedcore)
- Pocotan (gabber)
- Psyba (hardcore, gabber)
- Quil (hardcore, gabber)
- REDALiCE (happy hardcore,, touhou, J-pop)
- Redogre (digital hardcore, speedcore)
- RoughSketch (hardcore, gabber)
- Smily Slayers/Burning Lazy Persons
- Spineliar (hardcore, speedcore, noise)
- Sub-69 (hardcore, breakcore, tribe)
- T+Pazolite (speedcore, hardcore)
- Teranoid (hardcore, gabber)
- Totsumal (hardcore, nerdcore, gabber)
- USAO (frenchcore, happy hardcore, hardstyle)
- Warst (gabber, speedcore, breakcore)
- Xanvel (hardcore, gabber)
- Anti Feminism
- Balzac
- Disclose
- GISM
- Garlic Boys
- Gauze
- The Piass
- SOB
- SS
- The Stalin
- The Star Club

Một số ban nhạc và các nghệ sĩ như Sharpnel, M-Project hoặc REDALiCE sản xuất âm nhạc của họ trong các sự kiện doujin như Comiket. Mỗi năm, kể từ những năm 2000, cảnh địa phương J-core được tổ chức trên khắp nước Nhật. Chick'ndom Maddest, Hardcore Tano * C là các nhãn danh nhân của các biến thể khác nhau của họ. Giống như hầu hết các nhãn Nhật Bản, họ bán sản phẩm của họ trực tuyến và ghi lại sưu tập mới nhất của họ sau khi kết thúc mỗi vòng 9. Nhãn Maddest Chick'ndom được nhiều cuộc phỏng vấn trên một tạp chí Nhật Bản gọi là Tạp chí cốt lõi Tháng 10 năm 2002 cho đến tháng 10 năm 2003 10. Các nhãn bị ảnh hưởng các trang web được điều hành bởi người sáng tạo của mình. Mặc dù một số được liệt kê như nhãn hoạt động thông qua các tour du lịch địa phương của họ, những người khác chỉ chuyên bán đĩa và MP3.

### Bài viết liên quan
- Văn hóa Nhật Bản
- J-pop
- Otaku